# Philippe Boisse
Philippe Boisse (* 18. března 1955 Neuilly-sur-Seine, Francie) je bývalý francouzský sportovní šermíř, který se specializoval na šerm kordem. Francii reprezentoval na přelomu sedmdesátých a osmdesátých let. Třikrát startoval na olympijských hrách. Mezi jednotlovci se výrazně prosazoval od počátku osmdesátých letech. Na olympijských hrách v roce 1984 získal zlatou olympijskou medaili, na kterou navázal v roce 1985 ziskem titulu mistra světa. Byl oporou francouzského družstva, se kterým získal v roce 1980 na zlatou olympijskou medaili a tituly mistra světa. Jeho syn Érik Boisse šel v jeho stopách a v roce 2004 byl blízko olympijské medaile mezi jednotlivci.